# Апостолюк, Владислав Владимирович
Владислав Владимирович Апостолюк (укр. Апостолюк Владислав Володимирович; род. 13 марта 1998, Херсон) — украинский футболист, полузащитник в настоящее время являющийся свободным агентом.

## Биография
Владислав Апостолюк родился 13 марта 1998 года в Херсоне. Воспитанник киевского «Локомотива». После, на протяжении четырёх лет защищал знамя киевского «Динамо», затем провёл один сезон в «Александрии» и один сезон в «Мункаче».
Профессиональную карьеру начал в марте 2017 года. На правах свободного агента подписал контракт с представителем второго дивизиона Словакии «Попрадом», откуда в августе до конца года был отдан в аренду во «Вранов-над-Топлёу».
После двух сезонов в Словакии как свободный агент перешел в донецкий «Олимпик» в марте 2018 года. В украинской Премьер-лиге полузащитник дебютировал 19 мая 2018, проведя 90 минут на поле в матче против «Александрии».
Весной 2019 года Апостолюк перешел в херсонскую команду второго дивизиона «Кристалл» где за два сезона отыграл 21 матч и отметился тремя голами.